# Chancel Mbemba
Chancel Mbemba Mangulu (Kinshasa, 8. kolovoza 1994.) nogometaš je iz Demokratske Republike Kongo koji igra na poziciji središnjeg braniča. Trenutačno je bez kluba.

## Klupska karijera

### Anderlecht
Mbemba je se pridružio Anderlechtu u 2012. Oko Mbembe je bilo dosta kontroverzi jer je na četiri različita dokumenta imao četiri različita dana rođenja. Branič je potom testirao svoje kosti te utvrdio da je rođen 8. kolovoza 1994. godine. U srpnju 2013. je debitirao u prvoj utakmici sezone protiv Lokerena. U 2014./15. sezoni je ukupno odigrao 28 utakmica u belgijskoj ligi.

### Newcastle United
U srpnju 2015. je Anderlecht objavio da je postignut dogovor s Newcastle Unitedom oko prelaska Mbemba na Otok. Krajem tog mjeseca je reprezentativac potpisao petogodišnji ugovor s engleskim klubom. U kolovozu 2015. je Mbemba debitirao u Premier ligi protiv Southamptona u neriješenom dvoboju na St. James' Parku. Mbemba, koji je prije utakmice stigao s odijelom na sebi, je u debiju bio u udarnoj postavi.  U svojoj prvoj sezoni u Newcastleu je Mbemba skupio 33 ligaških nastupa.

## Reprezentativna karijera
Za nogometnu reprezentaciju DR Konga je Mbemba debitirao u lipnju 2012. protiv Sejšela. Predstavljao je svoju domovinu na Afričkom kupu nacija u 2013., 2015. i 2017. godini. U Ekvatorijalnoj Gvineji je odigrao svih 90 minuta u porazu u polufinalu protiv Obale Bjelokosti. U utakmici za treće mjesto protiv domaćina je Mbemba bio precizan s bijele točke u izvođenju penala. Tako je branič osvojio brončanu medalju na Afričkom kupu nacija u 2015.